# Vergleichende Sprachwissenschaft
Vergleichende Sprachwissenschaft ist ein Überbegriff für sprachwissenschaftliche Disziplinen, die sich dem Vergleich von Einzelsprachen oder von unterschiedlichen Sprachstufen einer bestimmten Einzelsprache widmen. Der Bereich wird oft auch als komparative Linguistik bezeichnet und ist nicht mit der Komparatistik im Sinne der vergleichenden Literaturwissenschaft zu verwechseln.
Bei dem Vergleich von Sprachen kann grundsätzlich zwischen zwei Untersuchungsweisen unterschieden werden. Zum einen kann es sich um einen Vergleich in diachroner Sicht handeln, also um einen Vergleich einer Sprache im Verlaufe ihrer zeitlichen Entwicklung; zum anderen kann ein Vergleich in synchroner Sichtweise vorgenommen werden, also ein sprachliches Phänomen oder ein Sprachsystem zu einem bestimmten Zeitpunkt untersucht und mit anderen Phänomenen bzw. Sprachsystemen verglichen werden.

## Unterteilung
Im Wesentlichen wird die vergleichende Sprachwissenschaft in allgemein-vergleichende und in historisch-vergleichende Fächer getrennt. Erstere Teilgebiete gelten auch als Fächer der allgemeinen Linguistik, letztere werden auch der historischen Linguistik zugeordnet.

## Teildisziplinen
Folgende linguistische Teildisziplinen gehören zur vergleichenden Sprachwissenschaft:
- Die historisch-vergleichende Sprachwissenschaft (auch: Diachronie) wurde im 19. Jahrhundert begründet und es wurde versucht, mit Hilfe des systematischen Sprachvergleichs auf den linguistischen Beschreibungsebenen Phonologie, Morphologie und Syntax den Ursprung und die genetischen Verwandtschaftsbeziehungen zwischen einzelnen Sprachen zu eruieren und Sprachfamilien zu ermitteln und zu beschreiben. Aus ihr sind Einzeldisziplinen hervorgegangen, die sich mit bestimmten großen Sprachgruppen beschäftigen, so etwa die Indogermanistik (mit indogermanischen Sprachen), die Semitistik (mit semitischen Sprachen) oder die Finno-Ugristik (mit uralischen bzw. finno-ugrischen Sprachen).

Als allgemein-vergleichende Fächer gelten die folgenden eng miteinander in Beziehung stehenden Teilgebiete:
- die kontrastive Linguistik (vor allem in Osteuropa auch konfrontative Linguistik genannt), die sich auf den systematischen Vergleich von Sprachen auf den verschiedenen linguistischen Beschreibungsebenen konzentriert;
- die Kontaktlinguistik, welche sprachliche Phänomene erkundet und beschreibt, die bei einem Kontakt zwischen (in der Regel) zwei Sprachen bzw. beim Kontakt zwischen den Sprechern dieser Sprachen entstehen;
- die Sprachtypologie, welche die Typologisierung von Sprachen anhand bestimmter linguistischer Kriterien vornimmt;
- die Arealtypologie, die u. a. Sprachbünde ermittelt.